# Биликтуй (Забайкальский край)
Биликту́й (бур. Бэлигтэй) — село в Борзинском районе Забайкальского края, Россия. Расположено в 65 километрах от районного центра.
Население — 174 человека (2021).

## Село
Основано в 1923 году. В начале 1930-х годов в селе был создан колхоз. В 1950-х годах появились гараж, телятник, электростанция, несколько кошар. В это время так же активно строилось жилье. В 1973 году в селе появился самостоятельный колхоз «Страна Советов», позже ставший производственным сельскохозяйственным кооперативом «Биликтуйское», а с 2001 года — ООО «Биликтуйское». В селе функционирует основная школа.

## Население
| 2002 | 2010 | 2012 | 2013 | 2014 | 2015 | 2016 |
| ---- | ---- | ---- | ---- | ---- | ---- | ---- |
| 484  | ↘295 | ↘277 | ↘275 | ↘270 | ↘266 | ↘251 |
| 2017 | 2018 | 2019 | 2020 | 2021 |      |      |
| ↘246 | ↘237 | ↘222 | ↘214 | ↘174 |      |      |